# Lawrenceburg (Kentucky)
Lawrenceburg – miasto w Stanach Zjednoczonych, w stanie Kentucky, w hrabstwie Anderson.